# Foot Loose & Fancy Free Tour
Foot Loose & Fancy Free Tour – pierwsza amerykańska trasa koncertowa Roda Stewarta, obejmuje trzydzieści dziewięć koncertów.
1. 14 października 1977 – New Haven, Connecticut – New Haven Coliseum
2. 15 października 1977 – Landover, Maryland – Capital Centre
3. 17 października 1977 – Buffalo, Nowy Jork – Buffalo Memorial Auditorium
4. 19 października 1977 – Filadelfia, Pensylwania – The Spectrum
5. 20 października 1977 – New York City, Nowy Jork  – Madison Square Garden
6. 21 października 1977 – New York City, Nowy Jork – Madison Square Garden
7. 23 października 1977 – Uniondale, Nowy Jork – Nassau Coliseum
8. 24 października 1977 – Uniondale, Nowy Jork – Nassau Coliseum
9. 25 października 1977 – Providence, Rhode Island – Providence Civic Center
10. 27 października 1977 – Pittsburgh, Pensylwania – Civic Arena
11. 29 października 1977 – Louisville, Kentucky – Freedom Hall
12. 30 października 1977 – Indianapolis, Indiana – Market Square Arena
13. 31 października 1977 – Chicago, Illinois – Chicago Stadium
14. 2 listopada 1977 – Saint Paul, Minnesota – St. Paul Civic Center
15. 3 listopada 1977 – Richfield, Ohio – Richfield Coliseum
16. 5 listopada 1977 – Detroit, Michigan – Cobo Arena
17. 6 listopada 1977 – Detroit, Michigan – Cobo Arena
18. 8 listopada 1977 – Cincinnati, Ohio – Riverfront Coliseum
19. 9 listopada 1977 – Roanoke, Wirginia – Roanoke Civic Center
20. 10 listopada 1977 – Charlotte, Karolina Północna – Charlotte Coliseum
21. 18 listopada 1977 – Birmingham, Alabama – Birmingham Jefferson Convention Convention Complex
22. 20 listopada 1977 – Atlanta, Georgia – Omni Coliseum
23. 21 listopada 1977 – Jacksonville, Floryda – Jacksonville Memorial Coliseum
24. 23 listopada 1977 – Penbroke Pines, Floryda – Hollywood Sportatorium
25. 25 listopada 1977 – Baton Rouge, Luizjana – Riverside Centroplex
26. 26 listopada 1977 – Houston, Teksas – The Summit
27. 27 listopada 1977 – Fort Worth, Teksas – Tarrant County Convention Center
28. 29 listopada 1977 – Kansas City, Missouri – Kemper Arena
29. 30 listopada 1977 – Oklahoma City, Oklahoma – The Myriad
30. 2 grudnia 1977 – El Paso, Teksas – El Paso County Coliseum
31. 5 grudnia 1977 – Denver, Kolorado – McNichols Arena
32. 7 grudnia 1977 – Tempe, Arizona – ASU Activity Center
33. 8 grudnia 1977 – Tucson, Arizona – Tucson Convention Center
34. 12 grudnia 1977 – Inglewood, Kalifornia – The Forum
35. 13 grudnia 1977 – Inglewood, Kalifornia – The Forum
36. 14 grudnia 1977 – Inglewood, Kalifornia – The Forum
37. 18 grudnia 1977 – Daly City, Kalifornia – Cow Palace
38. 19 grudnia 1977 – Daly City, Kalifornia – Cow Palace
39. 20 grudnia 1977 – Daly City, Kalifornia – Cow Palace